# Ramobia basifuscaria
Ramobia basifuscaria là một loài bướm đêm trong họ Geometridae.